# Raniel
Raniel, vollständiger Name Raniel Santana de Vasconcelos, (* 11. Juni 1996 in Recife) ist ein brasilianischer Fußballspieler. Er wird auf der Position eines rechten Mittelfeldspielers eingesetzt, alternativ auch als offensiver Mittelfeldspieler oder Stürmer. Sein spielstarker Fuß ist der Rechte.

## Karriere

### Jugend
Raniel wuchs in Rosarinho auf, einem Barrio von Recife. Bald nach der Geburt wurde Raniel zu seiner Großmutter mütterlicherseits gegeben, da ihn seine Eltern nicht aufziehen konnten. Bei seiner Großmutter war er nur für ein Jahr. Da sie an Depressionen litt, gab sie Raniel an ihre Nachbarin Dione zur Pflege. Im Alter von acht Jahren starb seine Pflegemutter und einer ihrer Söhne übernahm die Pflegschaft für ihn. Raniel sagte zu dieser Zeit: „Es gab Tage, an denen ich nichts zu essen hatte, ich hatte kein Handtuch zum Trocknen, ich musste mich mit schmutzigen Kleidern abtrocknen. Aber trotz aller Schwierigkeiten schufen sie mich mit all der Zuneigung, viel Liebe, und ich verdanke ihnen.“!

### Santa Cruz und Dopingsperre
Bereits im Alter von fünf Jahren fing Raniel beim Santa Cruz FC im Bereich des Futsal an. Erst als Siebzehnjähriger wechselte in den Fußballbereich. 2014 wurde Raniel dann in den Profikader berufen. In der Staatsmeisterschaft von Pernambuco und Copa do Nordeste 2014 stand am Anfang des Jahres im Kader. Noch zu keinen Einsätzen gekommen, machte er einen folgenreichen Fehler. Auf einer Party kam Raniel mit Kokain in Kontakt. Obwohl er im Staatsmeisterschaftsspiel gegen Náutico Capibaribe am 20. Februar 2014 nur auf der Ersatzbank saß, musste er nach dem Spiel zum Drogentest antreten und positiv getestet. Zunächst wurde er vom nationalen Verband für ein Jahr gesperrt. Diese Sperre wurde nach einem halben Jahr wieder aufgehoben. Im September 2015 gab die FIFA bekannt, dass die Strafe vollständig zu verbüßen sei.
Zuvor hatte Raniel sein Profidebüt in der Staatsmeisterschaft am 9. März 2014. In dem Heimspiel gegen den Salgueiro AC wurde er in der 69. Minute für Carlos Alberto eingewechselt. Das erste Spiel im Ligabetrieb der nationalen Meisterschaft bestritt Raniel in der Série B. Im Heimspiel gegen den ABC Natal am 19. April 2014 stand er in der Startelf. Sein erstes Tor als Profi erzielte Raniel auch in der Staatsmeisterschaft 2015. Im Heimspiel gegen den Serra Talhada FC am 21. März 2015 traf er in der 56. Minute zum 1:0-Führung. In der Série B 2015  erreichte Santa Cruz den zweiten Tabellenplatz und damit den Aufstieg in die oberste Spielklasse die Série A. In der Série A 2016 kam er in dem Wettbewerb für Santa Cruz nicht mehr zum Einsatz.

### Cruzeiro
Im Anschluss an die Austragung der Staatsmeisterschaften wechselte Raniel auf Leihbasis bis zum Jahresende zu Cruzeiro EC. Bei Cruzeiro kam Raniel in dem Jahr nur noch im Nachwuchsbereich beim Copa Brasil Ssub-20 zu Einsätzen.
Im Januar 2017 wechselte Raniel dann fest zu Cruzeiro. Der Kontrakt erhielt eine Laufzeit über drei Jahre und die Klausel, dass drei Spieler von Cruzeiro an Santa Cruz ausgeliehen werden. In der Staatsmeisterschaft von Minas Gerais 2017 kam Raniel zu seinem ersten Pflichtspiel Einsatz im Profikader von Cruzeiro. Am 5. Februar 2017, dem zweiten Spieltag des Turniers, stand Raniel im Heimspiel gegen den CA Tricordiano in der Startelf. Ein Tor gelang ihm in dem Wettbewerb nicht. Dafür aber noch der Saison in Brasiliens oberster Liga der Série A. Sein erstes Spiel in der Liga bestritt er am 14. Mai 2015, dem ersten Spieltag der Série A 2017 trat Cruzeiro gegen den FC São Paulo an. In dem Match wurde Raniel in der 83. Minute für Ramón Ábila eingewechselt. Am 21. Spieltag der Saison, dem 20. August 2017, traf er im Heimspiel gegen Sport Recife in der 87. Minute zum 2:0-Endstand. Insgesamt bestritt Raniel in der Série A 2017 zehn Spiele von 38 möglichen Spielen (zwei Tore). Zwei Mal stand er in der Startformation. 2017 konnte Raniel mit Cruzeiro den ersten Titel gewinnen. Beim fünften Titelgewinn von Cruzeiro im Copa do Brasil bestritt Raniel in der 29. Austragung des Wettbewerbs stand Raniel in acht von 14 Spielen auf dem Platz, dabei erzielte er ein Tor. Dieses eine Tor war auch das erste welches er als Profi für Cruzeiro erzielte. Im Achtelfinalspiel gegen Chapecoense am 3. Mai 2017 erzielte er in der 3. Minute nach Vorlage von Alisson das einzige Tor der Partie. In der Saison 2018 erlebte Raniel mehrere Höhe mit Cruzeiro. Zunächst wurde sein Vertrag mit dem Klub bis Ende 2022 verlängert. Raniel honorierte dieses Cruzeiro mit guten Leistungen in der Staatsmeisterschaft. Beim Gewinn der Tropähe steuerte er in zehn Spielen drei Tore bei. Kurz nach dem Finale in dem Wettbewerb gab Raniel sein Debüt auf internationaler Klubebene. In der Gruppenphase der Copa Libertadores 2018 traf sein Klub in der Gruppenphase am 2. Mai 2018 auswärts auf den CR Vasco da Gama. In der Partie wurde Raniel in der 84. Minute für Sassá eingewechselt. In dem Turnier kam er noch zu fünf weiteren Einsätzen alle Reservespieler. Ein weiteres Erfolgserlebnis war die erfolgreiche Titelverteidigung im Copa do Brasil. Mit dem Sieg im Copa do Brasil 2018 wurde Cruzeiro Rekordsieger in dem Wettbewerb.

### São Paulo und Santos
Anfang Juli 2019 wechselte Raniel zu Cruzeiros Ligakonkurrenten dem FC São Paulo. Die Ablösesumme für 50 % der Transferrechte betrug 13,5 Millionen Real. Sein Vertrag erhielt eine Laufzeit über fünf Jahre. Am 14. Juli 2019 gab Raniel sein Debüt für São Paulo in der Meisterschaft. Im Heimspiel gegen SC Corinthians wurde er nach der Halbzeitpause für Pablo eingewechselt. Am elften Spieltag der Meisterschaft 2019 gelang Raniel das erste Tor für den Klub. Im Heimspiel gegen Chapecoense markierte er in der 56. Minute den Treffer zum 3:0 (Endstand-4:0).
Im Dezember 2019 wurde bekannt, dass Raniel Teil eines Tauschgeschäftes mit dem FC Santos wurde. Er ging im Austausch mit Vitor Bueno zu dem Klub. Zur Saison 2022 wurde Raniel in die Série B zum CR Vasco da Gama ausgeliehen. Nach Beendigung des Leihgeschäftes kehrte er zum Start in die Saison 2023 zu Santos zurück.

### Asien
Anfang April 2023 wechselte Raniel nach China. Hier unterzeichnete er einen Kontrakt beim Qingdao West Coast FC. Mit dem Klub trat er in der China League One 2023 an. In der Liga belegte der Klub am Saisonende den zweiten Platz, welcher zur Teilnahme an der Chinese Super League 2024 berechtigte. Er bestritt dabei 25 Spiele und mit seinen 15 Toren wurde er Zweitplatzierter in der Torschützenliste neben Matt Orr.
Im Januar 2024 zog es ihn in die Vereinigten Arabischen Emirate, wo er einen Vertrag beim Erstligisten Khor Fakkan Club unterschrieb. Bis Saisonende bestritt er zehn Ligaspiele. Hierbei erzielte er drei Tore. Im Juni 2024 wechselte er nach Thailand. Hier verpflichtete ihn der Erstligist BG Pathum United FC.

## Erfolge
Santa Cruz
- Staatsmeisterschaft von Pernambuco: 2015, 2016
- Copa do Nordeste: 2016

Cruzeiro
- Copa do Brasil: 2017, 2018
- Staatsmeisterschaft von Minas Gerais: 2018, 2019

Auszeichnungen
- Staatsmeisterschaft von Pernambuco Entdeckung der Meisterschaft: 2015